# MotoGP Rookies Cup
La MotoGP Rookies Cup (también conocida como: Red Bull MotoGP Rookies Cup y Red Bull Rookies Cup) es una serie de carreras por toda Europa oficialmente reconocida por la FIM. Se lleva a cabo anualmente, con el calendario de carreras que coincide con algunos de los GP del Mundial de Motociclismo.

## Historia
El campeonato está organizado, desde su creación en 2007, por Dorna (la misma empresa que organiza el Campeonato del Mundo de Motociclismo desde 1992) con el apoyo de Red Bull y el apoyo técnico de KTM, la empresa austriaca que, siendo campeonato monomarca, proporciona las motocicletas para todos los participantes. En las primeras seis temporadas fue utilizada la KTM RC 125, luego reemplazada a partir de 2013 por la KTM RC 250 R.
El campeonato se celebra conjuntamente con algunas carreras del Mundial de Motociclismo y se corre solo en los circuitos europeos. Los pilotos son seleccionados por los organizadores del campeonato a través de selecciones comparativas y deben tener entre 13 y 18 años. El objetivo del campeonato es llevar a los jóvenes pilotos a las competiciones internacionales, con la capacidad de brillar para competir en el Campeonato del Mundo de Motociclismo.
En 2008, paralelamente a la carrera de MotoGP Rookies Cup en Europa, también se estableció la AMA Rookies Cup de Estados Unidos, que se corrió en los circuitos estadounidenses, pero, después de una temporada de carreras, fue cerrada en el acto por Red Bull (que también financió la serie en tierra americana), debido a la crisis económica.
El primer ganador del campeonato fue el francés Johann Zarco, aunque tuvo que esperar hasta 2009 para hacer su debut en el Campeonato Mundial. peor suerte corrieron los americanos J. D. Beach y Jacob Gagne, ganadores de la Rookies Cup en 2008 y 2010, que no han tenido la oportunidad de correr como pilotos en el Campeonato Mundial (para ellos participaciones esporádicas como wild card).

## Campeones
| Año  | Piloto              | Notas |
| ---- | ------------------- | --- |
| 2007 | Johann Zarco        | 134 puntos, 38 de ventaja sobre Lorenzo Savadori. Zarco se convirtió en el primer exalumno en ganar un campeonato mundial en cualquier clase después de ganar el título de Moto2 en 2015 y el primer exalumno en correr una carrera de MotoGP. |
| 2008 | J. D. Beach         | 149 puntos, 4 de ventaja sobre Luis Salom que pasó a correr en la categoría de 125cc. |
| 2009 | Jakub Kornfeil      | 132 puntos, 2 de ventaja sobre Sturla Fagerhaug. Ambos pasaron a correr en la categoría de 125cc. |
| 2010 | Jacob Gagne         | 170 puntos, 6 de ventaja sobre Danny Kent. Kent se convirtió en el segundo exalumno en ganar un campeonato mundial en cualquier clase después de ganar el título de Moto3 en 2015. |
| 2011 | Lorenzo Baldassarri | 208 puntos, 9 de ventaja sobre Arthur Sissis |
| 2012 | Florian Alt         | 233 puntos, 56 de ventaja sobre Scott Deroue |
| 2013 | Karel Hanika        | 235 puntos, 72 de ventaja sobre Jorge Martín |
| 2014 | Jorge Martín        | 254 puntos, 57 de ventaja sobre Joan Mir. Martín y Mir están compitiendo en MotoGP. Mir se convirtió en el tercer exalumno en ganar un campeonato mundial en cualquier clase después de ganar el título de Moto3 en 2017 y en el primer exalumno en ganar el Campeonato del Mundo de MotoGP en 2020. Martín se convirtió en el cuarto exalumno en ganar un campeonato mundial en cualquier clase después de ganar el título de Moto3 en 2018. |
| 2015 | Bo Bendsneyder      | 243 puntos, 49 de ventaja sobre Fabio Di Giannantonio |
| 2016 | Ayumu Sasaki        | 250 puntos, 49 de ventaja sobre Aleix Viu |
| 2017 | Kazuki Masaki       | 194 puntos, 11 de ventaja sobre Aleix Viu |
| 2018 | Can Öncü            | 235 puntos, 43 de ventaja sobre Deniz Öncü |
| 2019 | Carlos Tatay        | 194 puntos, 32 de ventaja sobre Pedro Acosta |
| 2020 | Pedro Acosta        | 214 puntos, 64 de ventaja sobre David Muñoz |
| 2021 | David Alonso        | 248 puntos, 37 de ventaja sobre David Muñoz |
| 2022 | José Antonio Rueda  | 224 puntos, 14 de ventaja sobre Collin Veijer |
| 2023 | Ángel Piqueras      | 318 puntos, 115 de ventaja sobre Álvaro Carpe |
| 2024 | Álvaro Carpe        | 232 puntos, 2 de ventaja sobre Brian Uriarte |

## Graduados a MotoGP
| Piloto                | Red Bull MotoGP Rookies Cup | Red Bull MotoGP Rookies Cup | Red Bull MotoGP Rookies Cup | Red Bull MotoGP Rookies Cup | MotoGP     | MotoGP                       | MotoGP   | MotoGP    | MotoGP | MotoGP |
| Piloto                | Temporadas                  | Carreras                    | Victorias                   | Podios                      | Temporadas | Primer equipo                | Carreras | Victorias | Poles  | Podios |
| --------------------- | --------------------------- | --------------------------- | --------------------------- | --------------------------- | ---------- | ---------------------------- | -------- | --------- | ------ | ------ |
| Johann Zarco          | 2007                        | 7                           | 3                           | 6                           | 2017-      | Monster Yamaha Tech 3        |          | 1         | 8      | 21     |
| Miguel Oliveira       | 2008                        | 3                           | 2                           | 2                           | 2019-      | Red Bull KTM Tech 3          |          | 5         | 1      | 7      |
| Joan Mir              | 2013-2014                   | 28                          | 3                           | 7                           | 2019-      | Team Suzuki Ecstar           |          | 1         | 0      | 13     |
| Brad Binder           | 2009-2011                   | 32                          | 1                           | 6                           | 2020-      | Red Bull KTM Factory Racing  |          | 2         | 0      | 11     |
| Lorenzo Savadori      | 2007                        | 7                           | 2                           | 3                           | 2020-2024  | Aprilia Racing Team Gresini  | 29       | 0         | 0      | 0      |
| Jorge Martín          | 2012-2014                   | 42                          | 8                           | 15                          | 2021-      | Pramac Racing                |          | 8         | 19     | 26     |
| Enea Bastianini       | 2013                        | 14                          | 2                           | 3                           | 2021-      | Esponsorama Racing           |          | 7         | 2      | 17     |
| Fabio Di Giannantonio | 2014-2015                   | 27                          | 3                           | 9                           | 2022-      | Gresini Racing MotoGP        |          | 1         | 1      | 2      |
| Raúl Fernández        | 2015-2016                   | 25                          | 2                           | 9                           | 2022-      | Tech 3 KTM Factory Racing    |          | 0         | 0      | 0      |
| Darryn Binder         | 2013-2014                   | 27                          | 0                           | 0                           | 2022       | WithU Yamaha RNF MotoGP Team | 20       | 0         | 0      | 0      |
| Pedro Acosta          | 2019-2020                   | 22                          | 9                           | 14                          | 2024-      | GasGas Factory Racing Tech3  |          | 0         | 1      | 5      |
| Ai Ogura              | 2017                        | 9                           | 2                           | 5                           | 2025-      | Trackhouse Racing            |          | 0         | 0      | 0      |

Nota: actualizado a la carrera del Gran Premio Solidario de Barcelona 2024.
- En negrita los pilotos que dispután la temporada 2024 de MotoGP.
- En fondo dorado, los pilotos que ganaron una temporada de la Red Bull MotoGP Rookies Cup.
- En fondo rojo, los pilotos que ganaron el Campeonato del Mundo de MotoGP.